# James Stirling (Architekt)

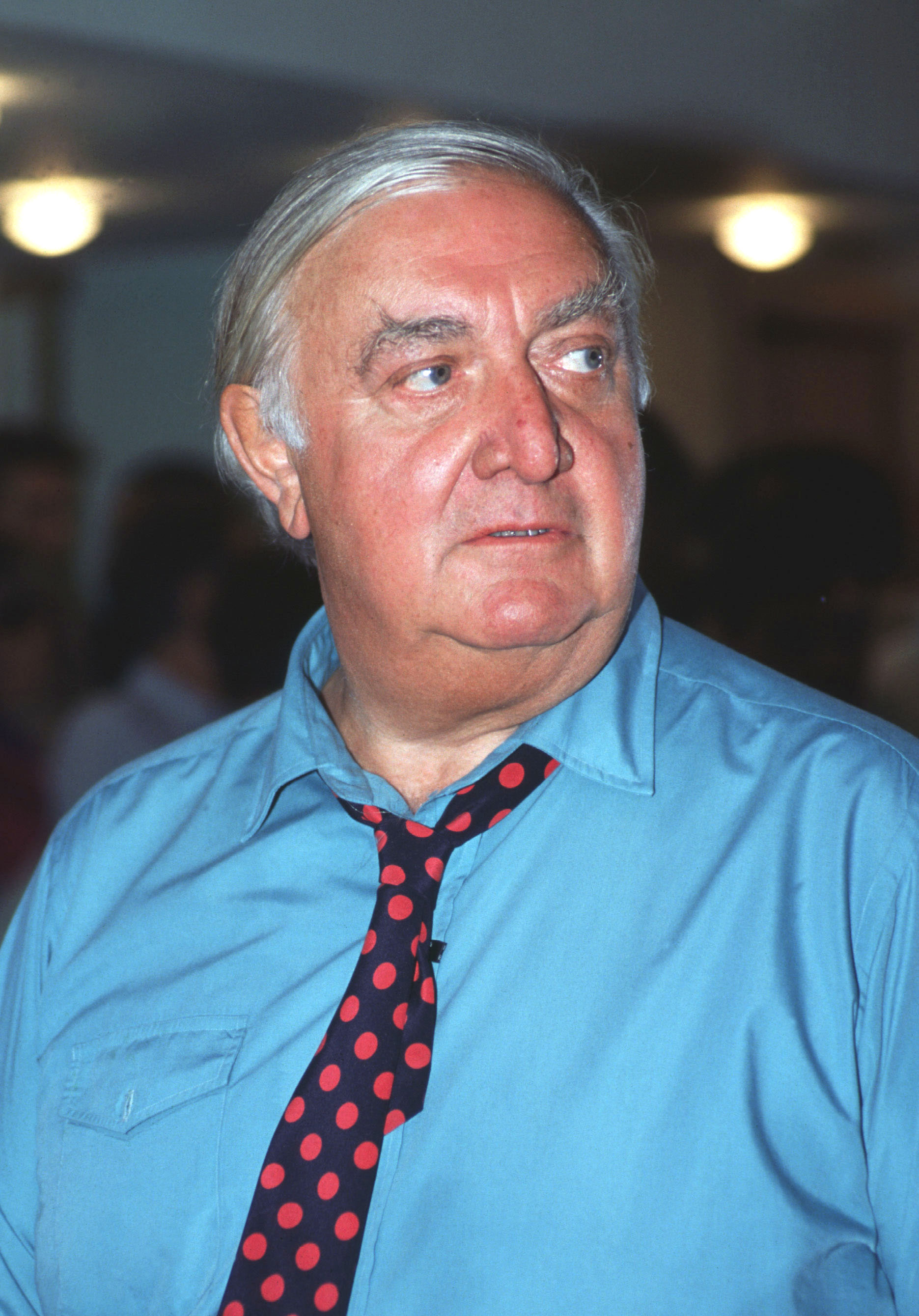
James Stirling (1991)

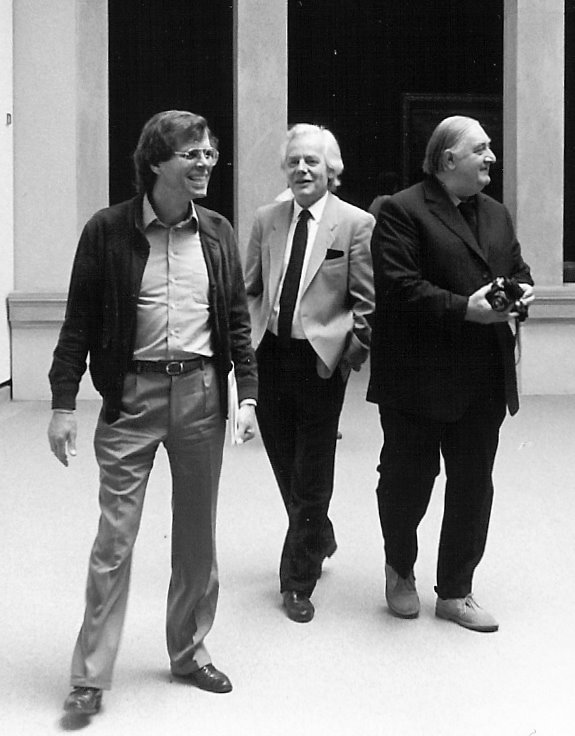
James Stirling (rechts) 1984

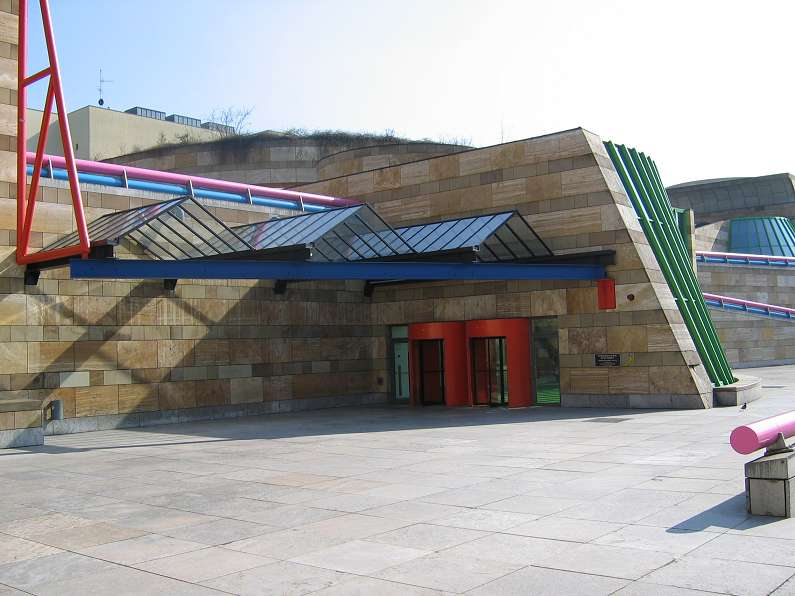
Neue Staatsgalerie, Stuttgart (1979–1984)

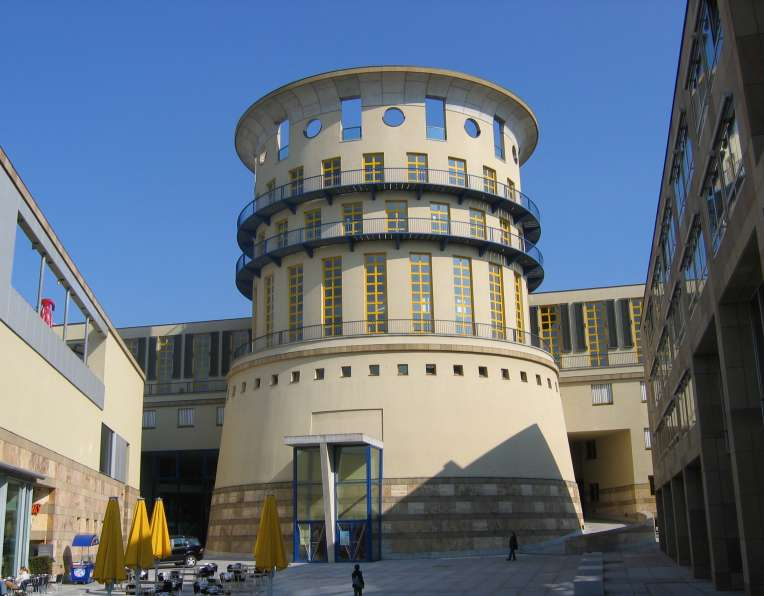
Hochschule für Musik und Darstellende Kunst Stuttgart (1993–1994)

Sir James Frazer Stirling (* 22. April 1926 in Glasgow; † 25. Juni 1992 in London) war einer der bedeutendsten britischen Architekten des 20. Jahrhunderts. Er wird stilistisch der Postmoderne zugerechnet.

## Leben

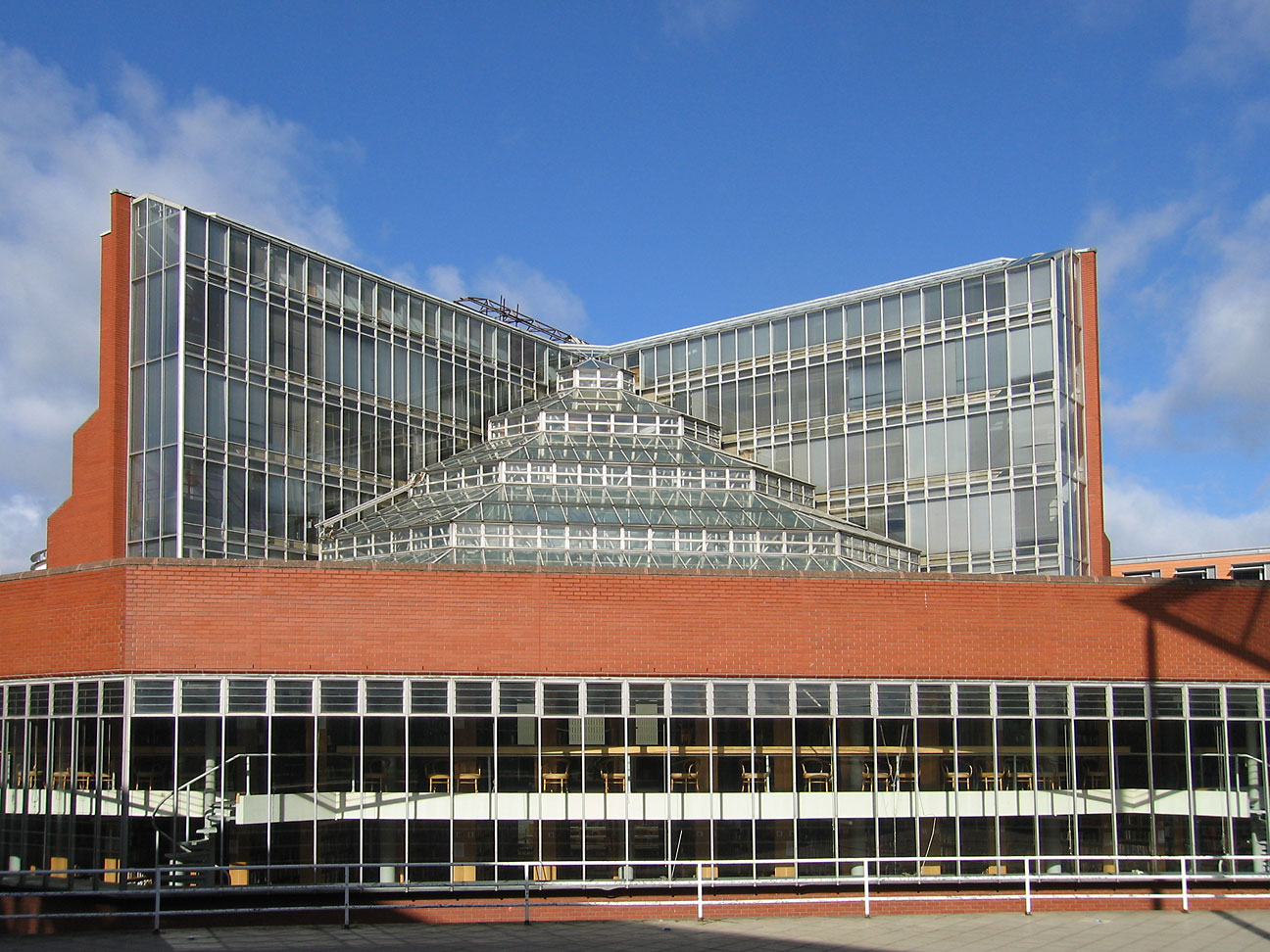
Geschichtliche Fakultät, Cambridge (1964–1967)

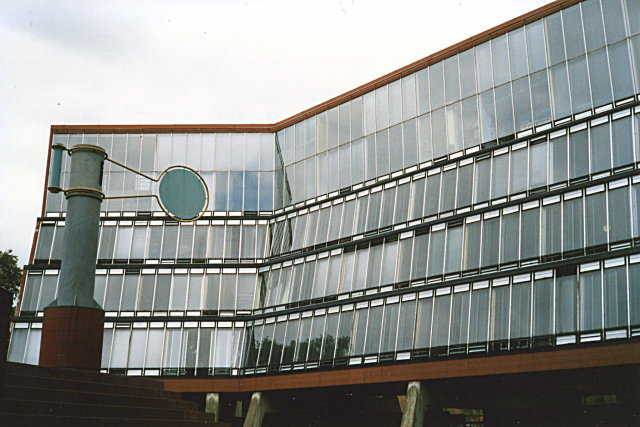
Florey Building (1966–1971)

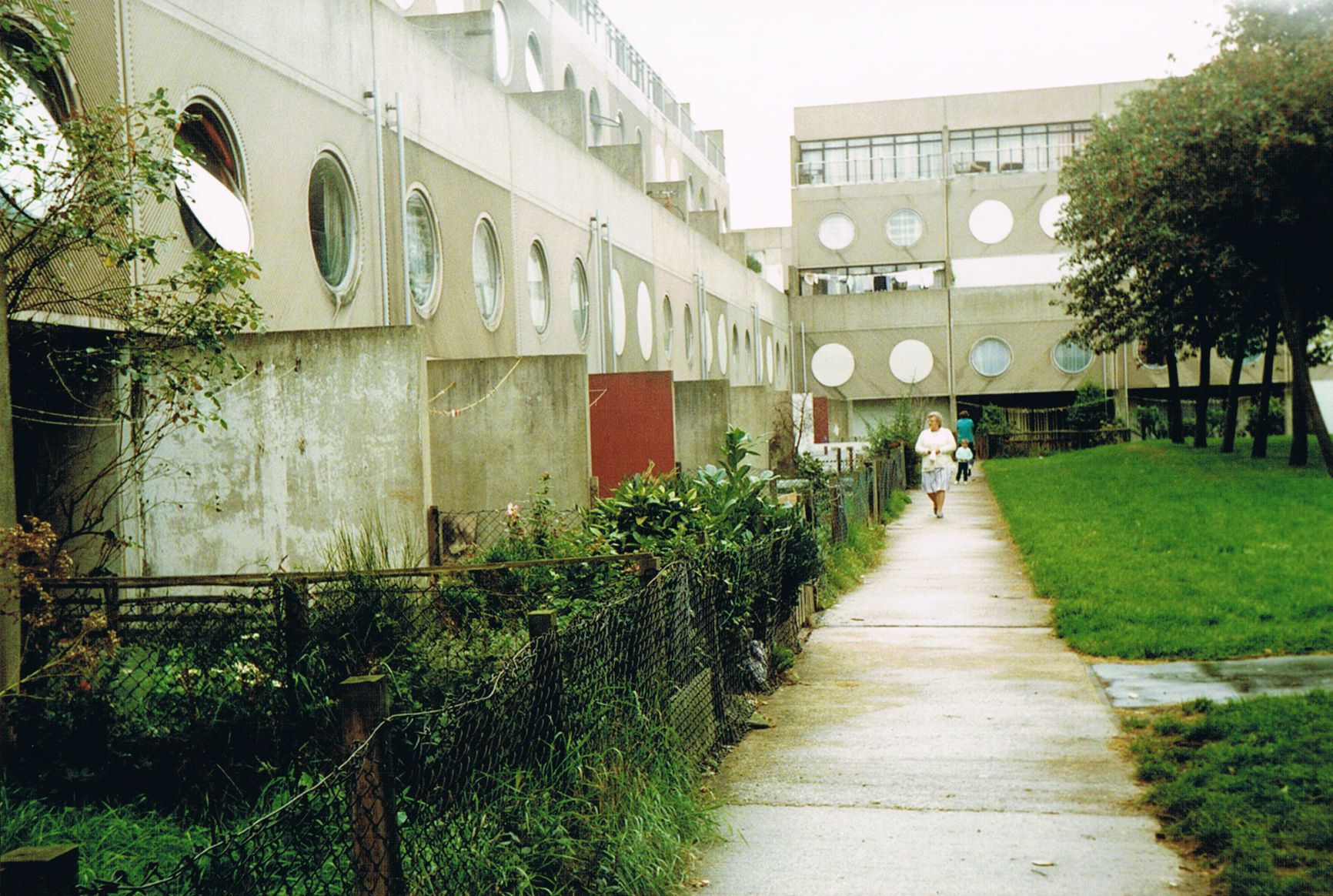
Southgate Estate (1976), Wohnanlage in Runcorn New Town, Cheshire (1990 abgerissen)

James Stirling studierte von 1945 bis 1950 Architektur an der Universität von Liverpool. 1956 gründete er mit James Gowan das Büro Stirling and Gowan. Bekanntestes Ergebnis dieser Zusammenarbeit ist das Gebäude der Ingenieurfakultät in Leicester, das durch seinen technisch-geometrischen Charakter auffällt. Dieser kennzeichnet auch die von Stirling häufig verwendeten Isometrien aus der Vogelperspektive. Ab 1963 führte er das Büro alleine weiter.
1971 wurde Michael Wilford, der bereits seit 1960 im Büro arbeitet, Partner des Büros. In den 1970er Jahren begann sich die architektonische Handschrift Stirlings zu verändern. Der vorher als Rationalist bzw. Brutalist geltende Stirling wandelte sich zu einem der Hauptvertreter der eklektizistischen Postmoderne. Die Neue Staatsgalerie Stuttgart gilt als diesbezügliches Meisterwerk, in dem er eine Vielzahl regionaler und überregionaler, baugeschichtlicher Zitate verarbeitete.
Nach dem Tode Stirlings wurde das Büro zunächst von Michael Wilford, ab 2002 von Michael Wilford, Manuel Schupp und Stephan Gerstner unter dem Namen Wilford Schupp Architekten weitergeführt. Ende 2013 trat Michael Wilford als Geschäftsführer aus. Verschiedene Bauwerke, wie z. B. das Gebäude der Hochschule für Musik und Darstellende Kunst in Stuttgart, 1993–1994, wurden postum realisiert.

## Bauten
- 1955: Wohnanlage in Ham Common, London
- 1957–1962: Wohnanlage in Preston (mit James Gowan, 2007 abgerissen)[1]
- 1958: Schulversammlungshalle in Camberwell, London
- 1959–1963: Gebäude der Ingenieurfakultät in Leicester[2]
- 1960–1964: Kinderheim in Putney (London)

- 1964–1967: Bücherei der Geschichtlichen Fakultät in Cambridge, England
- 1964–1968: Studentenwohnheim der Universität St. Andrews in Edinburgh
- 1966–1971: Studentenwohnheim des Queen’s College (Florey Building) in Oxford
- 1967–1976: Wohnanlage in Runcorn New Town, Cheshire (1990 abgerissen)
- 1969–1972: Schulungsgebäude für Olivetti in Haslemere, Surrey
- 1983–1988: Zentrum für Darstellende Künste der Cornell University, Ithaca, New York
- 1979–1981: Erweiterung der Rice University in Houston, Texas
- 1979–1984: Neue Staatsgalerie und Kammertheater in Stuttgart
- 1979–1985: Arthur M. Sackler Gallery der Harvard University in Cambridge, Massachusetts
- 1979–1985: Fogg Art Museum in Cambridge (Massachusetts)
- 1979–1988: Wissenschaftszentrum Berlin für Sozialforschung[3]
- 1980–1985: Clore Gallery, Erweiterung der Tate Britain für eine Sammlung von Gemälden von William Turner in London
- 1984–1988: Tate Gallery in Liverpool (stark verändert)
- 1986–1992: Büro- und Fabrikationsgebäude der B. Braun Melsungen AG in Melsungen, mit Walter Nägeli
- 1993–1994: Staatliche Hochschule für Musik und Darstellende Kunst Stuttgart (postum)
- 1994–1998: Büro- und Geschäftshaus No 1 Poultry in London (postum)

## Auszeichnungen
1981 wurde Stirling der renommierte Pritzker-Preis verliehen, 1978 die Alvar-Aalto-Medaille. 1990 wurde er als Ehrenmitglied in die American Academy of Arts and Letters gewählt. Kurz vor seinem Tod wurde er am 13. Juni 1992 als Ritter in den Adelsstand erhoben.

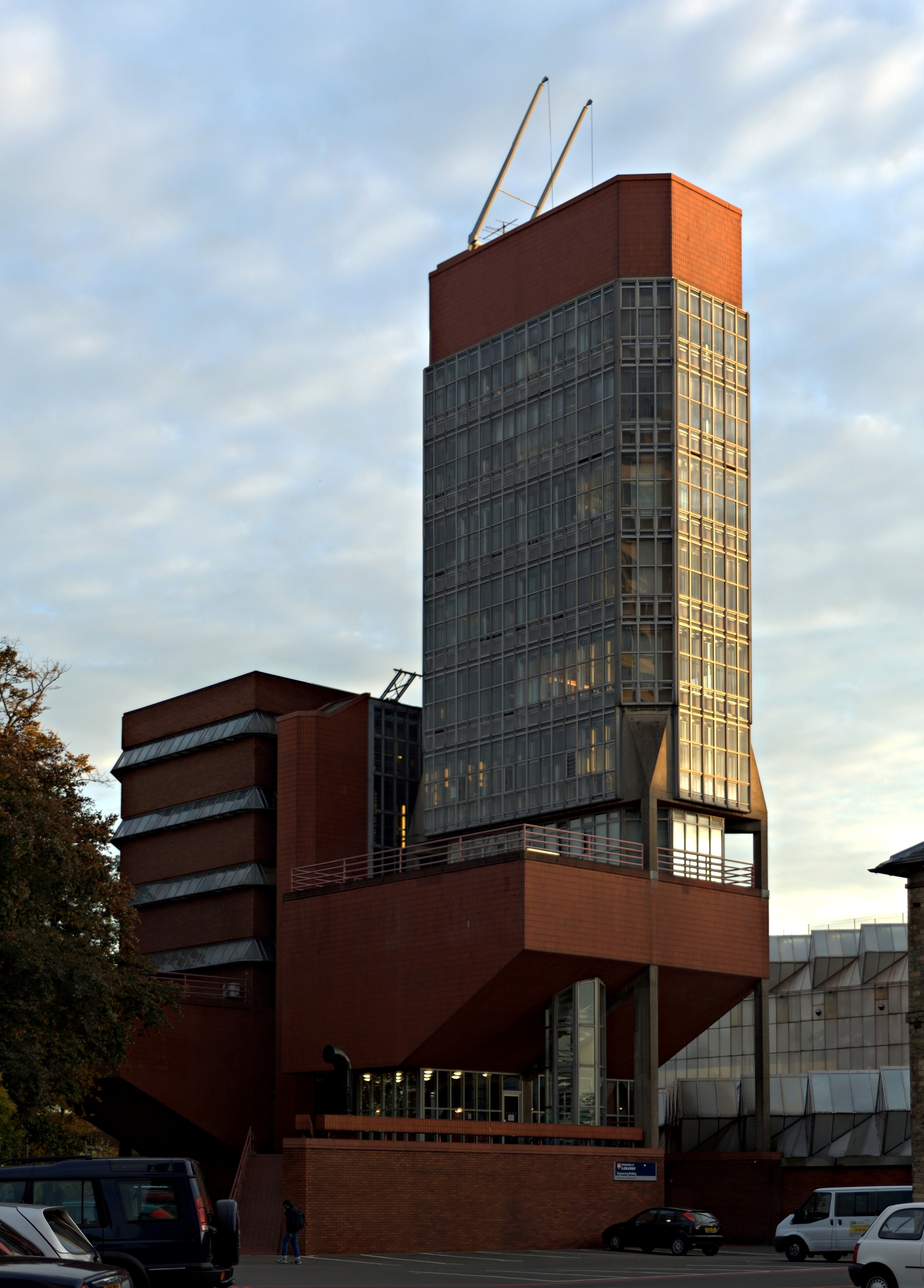
Ingenieurswissenschaftliche Fakultät der Universität Leicester (1963)
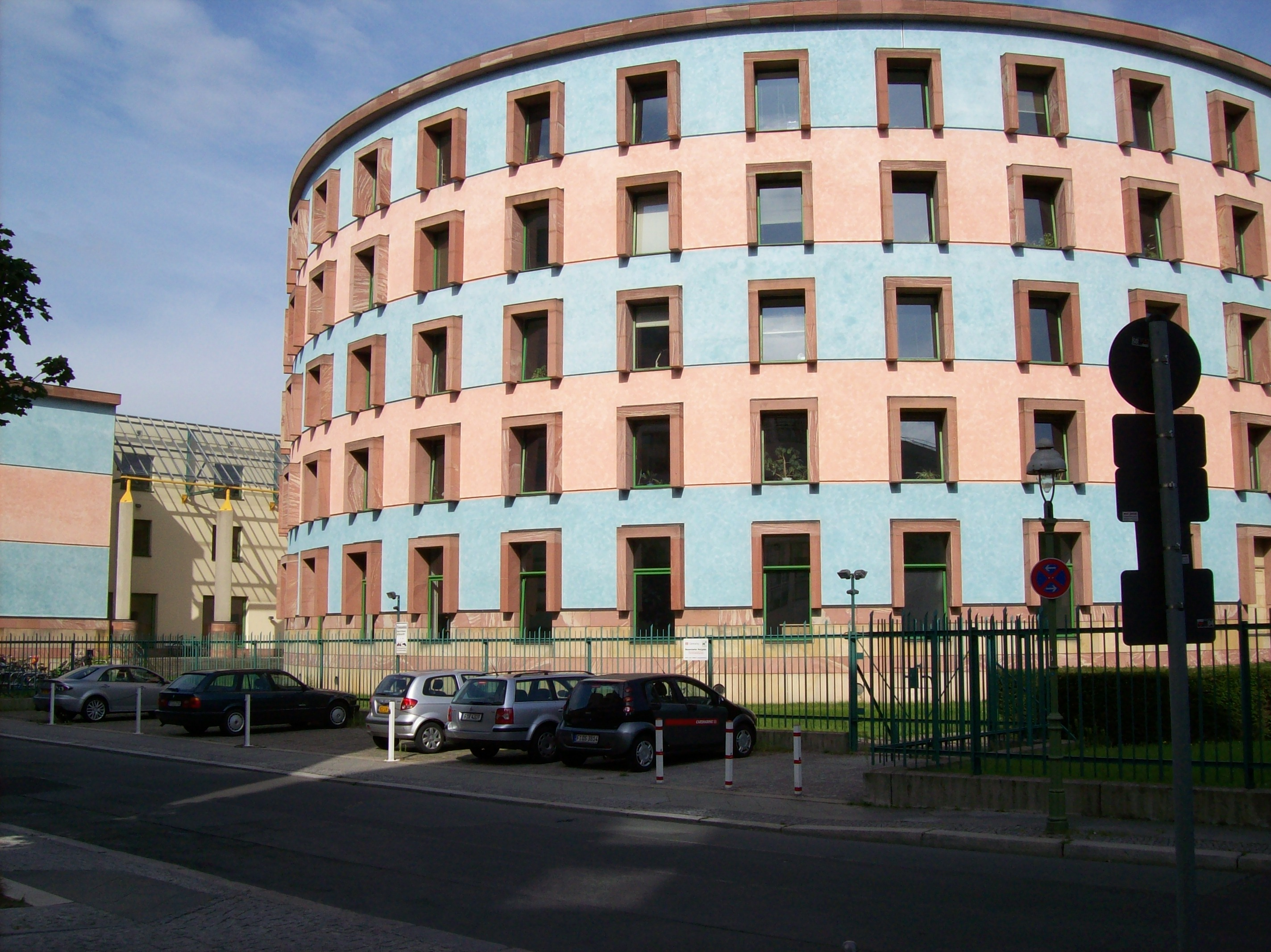
Wissenschaftszentrum Berlin (1979–1988)
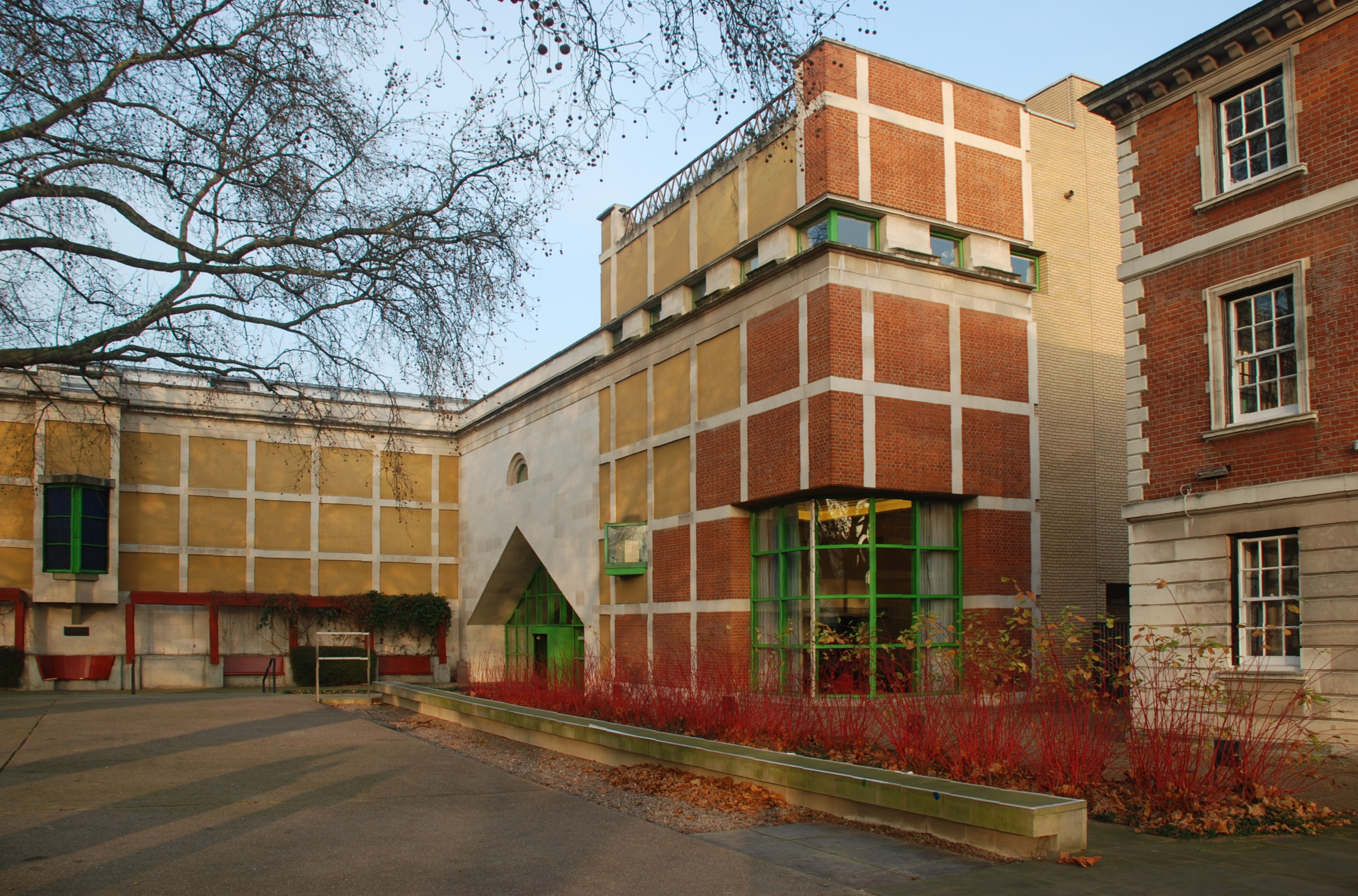
Clore Gallery (1980–1987)